# Chiqllarasu
De Chiqllarasu is een berg in Peru. De berg heeft een hoogte van 5.167 meter en maakt deel uit van het Andesgebergte.